# ALARP
ALARPは"as low as reasonably practicable"の略で ALARPの原則とはリスクは合理的に実行可能な限り出来るだけ低くしなければならないというものである。ライフクリティカル・システムや高信頼性システムの分野でしばしば使われる用語である。
リスクが（以下で述べる）ALARP領域に留まることができるのは、リスク低減に要する費用が得られる利益に対して極度に釣り合わないことを示せる場合のみである。ALARPの原則はリスクをゼロにするために労力とお金が無限に費やされる可能性があるという事実に基づいている。注意しなければならないのは、単に損失に対して利益を量的に比べるのではなく、ごく当たり前に、リスクと社会的利益の釣り合いを判断するということである。
英国においては1949年のEdwards v. National Coal Board訴訟以後、ALARPと同じ意味のSFARP:合理的に実行可能な限りできるだけ遠ざける(so far as is reasonably practicable)が法律でうたわれている。この判決はリスクは犠牲と、それを避けるためのお金や労力、時間に対して十分小さくなければならないというものだった。欧州裁判所における10年間の法廷闘争は2007年6月14日にSFARP原則を支持して終了した。

## 考慮すべき要素
この文脈においてはリスクは、特定の危険な事象の頻度と結果の組み合わせである。
リスクが許容可能かどうか判断する際には以下の要素が考慮される。
- 安全衛生の指針
- 仕様
- 国際標準及び法律
- 諮問｛しもん｝機関の助言

その他の要因はリスク低減の計画で見込んでいる改善効果をアセスメントする上でのコストである。非常に複雑なシステムではこれ自体がとても大きくなり、リスク低減を実行する際の制約要因になりかねない。
リスクがALARPまで減少した（合理的に実行可能な限り低くなった）と決める際には、避けるべきリスクの評価とリスク回避に費やす金や時間の評価、それら2つの比較が必要となる。すなわち、費用便益分析である。

## キャロットダイアグラム

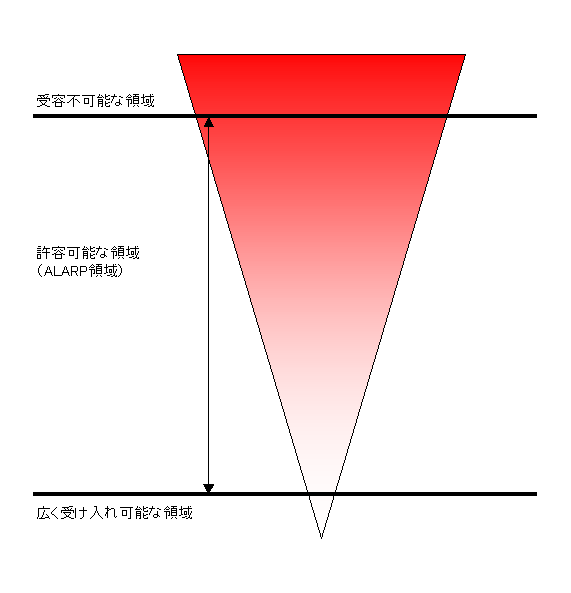
ALARPのキャロットダイアグラム

キャロットダイアグラムはリスクを表すのに使われる。縦に引きに伸ばした三角形が人参のように見えるためキャロットダイアグラムと呼ばれ、より高い（低減できる）リスクが上に、低いリスクが下にくる。受容不可能な領域と広く受け入れ可能な領域の間がALARP領域と呼ばれている。しかしALARPの原則はすべての領域に適用されるため、この表現は誤解を招く。この領域のリスクは、得られる利益に対してリスクが合理的に低減できない場合に許容可能ということで、よりよい表現は許容可能な領域である。